# ラヂオきしわだ
特定非営利活動法人ラヂオきしわだは、大阪府岸和田市、泉大津市、貝塚市、和泉市、泉北郡忠岡町の各一部地域を放送区域として超短波放送（FM放送）をする特定地上基幹放送事業者である。
ラヂオきしわだそのままの愛称でコミュニティ放送をしている。

## 概要
2011年（平成23年）開局。泉南地域には2005年（平成17年） - 2010年（平成22年）にSENSHU JOLLY FMがあったが、それ以来のコミュニティ放送局の復活となる。
自主制作番組を主体に構成されており、日曜深夜を除き24時間放送である。岸和田だんじり祭の期間には生中継も行っている。キャッチコピーはみんなで創るみんなの放送局。全員がボランティアによって運営され番組制作を行っている。
岸和田市内であっても受信しにくい場所があり、対策としてテレビ岸和田での再送信が行われている。また、インターネットサイマル放送も実施しており、ラヂオきしわだのホームページやスマートフォンでも聞く事が出来る。
2013年（平成25年）には、多くの支援を集め、公共性・透明性・遵法性とすぐれた運営が認められ、大阪府で2番目の認定特定非営利活動法人になった。
沿革
- 2010年（平成22年）
  - 6月24日　特定非営利活動法人ラヂオきしわだ設立の認証。
  - 6月30日　特定非営利活動法人ラヂオきしわだ設立の登記。
- 2011年（平成23年）
  - 3月9日　放送局（現特定地上基幹放送局）の予備免許取得。
  - 5月9日　放送局の免許取得。
  - 5月10日　開局。
- 2013年（平成25年）
  - 9月　大阪府の認定特定非営利活動法人となる。
- 2018年（平成30年）
  - 7月22日　点検のみ行う登録検査等事業者等として登録される。

## 番組
放送時間ごとに以下の5つのタイムゾーンに分けられている。それぞれのゾーンが個別の番組となっているのではなく、さらに30 - 120分番組に分けられる。おはきしから、ばんきしまでほぼ生放送で番組が綴られている。
- おはきし - 8:00 - 12:00（10時台と平日9時台は原則生放送、平日11時台は同9時台の再放送）
- ひるきし - 12:00 - 15:00
- ラヂきしCafé - 15:00 - 18:00（全日15時台は同10時台の再放送）
- ばんきし - 18:00 - 25:00（日曜は22:00まで）
- ラヂきし　音楽の世界 - 1:00（月曜は5:00） - 8:00（市議会の録音放送や昼間番組の再放送の場合あり）
- 日曜22:00 - 月曜5:00は放送休止（ただし、選挙の開票速報や市議会の録音放送がある場合は番組終了後に放送休止する）

番組は主に市民ボランティアがパーソナリティーを務めており、ゲストなどを迎えることもある。ラヂオきしわだではパーソナリティー、ミキサーのほか、ディレクターや事務局の運営に参加する人を常時募集している。
その他
- ラジオフォーラム　2012年（平成24年）1月に開始した一般社団法人ラジオアクセスフォーラム製作によるコミュニティ放送局のネット[2]でラヂオきしわだは幹事局であった。2016年（平成28年）3月終了

RadioNews たね蒔きジャーナル#リスナー有志による『ラジオフォーラム』の放送も参照